# In the Uncommon Market
In the Uncommon Market est un album en public du pianiste, compositeur et chef d'orchestre américain Duke Ellington enregistré en Europe en 1963 - 1968 et sorti chez Pablo Records en 1986.

## Réception
In the Uncommon Market se réfère bien sûr à l'Europe où Norman Granz enregistra de nombreuses fois l'orchestre de Duke Ellington avec son magnétophone dans les années 60. Mais cela pourrait aussi bien se rapporter au répertoire inhabituel réuni sur cet album (critique de AllMusic). 

## Titres
Tous les titres sont de Duke Ellington sauf indication contraire
1. Bula - 4:44
2. Silk Lace - 5:18
3. Asphalt Jungle - 4:05
4. Star-Crossed Lovers (Ellington, Billy Strayhorn) - 4:19
5. In a Sentimental Mood (Ellington, Manny Kurtz, Irving Mills) - 3:47
6. E.S.P. - 5:52
7. Guitar Amour - 7:35
8. The Shepherd (First Concept) - 5:33
9. The Shepherd (Second Concept) - 6:35
10. Kinda Dukish - 4:21
  - Enregistré à Stockholm, Suède le 6 ou le 7 février 1963 (tracks 1-3 & 7), à Milan, Italie le 21 février 1963 (tracks 4-6) et à St Paul de Vence, France le 27 juillet 1966 (tracks 8-10).

## Musiciens
- Duke Ellington – piano
- Cat Anderson, Roy Burrowes, Cootie Williams - trompette (tracks 1-7)
- Ray Nance - trompette, violon (tracks 1-7)
- Lawrence Brown, Buster Cooper - trombone (tracks 1-7)
- Chuck Connors - trombone basse (tracks 1-7)
- Russell Procope - saxophone alto, clarinette (tracks 1-7)
- Johnny Hodges - saxophone alto (tracks 1-7)
- Jimmy Hamilton - clarinette, saxophone ténor (tracks 1-7)
- Paul Gonsalves - saxophone ténor (tracks 1-7)
- Harry Carney - saxophone baryton, clarinette, clarinette basse (tracks 1-7)
- John Lamb (tracks 8-10), Ernie Shephard (tracks 1-7) - contrebasse
- Sam Woodyard - batterie

## Source de la traduction
- (en) Cet article est partiellement ou en totalité issu de l’article de Wikipédia en anglais intitulé « In the Uncommon Market » (voir la liste des auteurs).